# Berlin-Marathon 1974
| 1. Berlin-Marathon | 1. Berlin-Marathon          |
| ------------------ | --------------------------- |
| Stadt              | Berlin, Deutschland         |
| Datum              | 13. Oktober 1974            |
| Distanz            | 42,195 Kilometer            |
| Sieger             |                             |
| Männer             | Günter Hallas (2:44:43 h)   |
| Frauen             | Jutta von Haase (3:22:01 h) |
|                    | Berlin-Marathon 1975 →      |
| Website            | Offizielle Website          |

Der Berlin-Marathon 1974 war die erste Ausgabe der jährlich stattfindenden Laufveranstaltung in West-Berlin, Bundesrepublik Deutschland. Der Marathon fand am 13. Oktober 1974 statt.
Bei den Männern gewann Günter Hallas in 2:44:43 h und bei den Frauen Jutta von Haase in 3:22:01 h.

## Ergebnisse

### Männer
| Platz | Athlet            | Land               | Zeit (h) |
| ----- | ----------------- | ------------------ | -------- |
| 01    | Günter Hallas     | BR Deutschland     | 2:44:53  |
| 02    | Rudolf Breuer     | BR Deutschland     | 2:46:43  |
| 03    | Günter Olbrich    | BR Deutschland     | 2:48:08  |
| 04    | Dieter Daubermann |                    | 2:48:40  |
| 05    | Dietrich Sickert  |                    | 2:49:01  |
| 06    | Clifford Lewitz   | Vereinigte Staaten | 2:49:42  |
| 07    | Horst Zettlitz    |                    | 2:53:48  |
| 08    | Herbert Pieritz   |                    | 2:54:27  |
| 09    | Horst Heinze      |                    | 2:55:08  |
| 10    | Helmut Lewrick    |                    | 2:56:05  |

### Frauen
| Platz | Athletin            | Land           | Zeit (h) |
| ----- | ------------------- | -------------- | -------- |
| 01    | Jutta von Haase     | BR Deutschland | 3:22:01  |
| 02    | Elfriede Kayser     | BR Deutschland | 4:03:50  |
| 03    | Hannelore Eder      | BR Deutschland | 4:26:35  |
| 04    | Astrid Ziezold      | BR Deutschland | 4:39:22  |
| 05    | Doris Lange         |                | 4:48:01  |
| 06    | Dorothea Bier       |                | 4:52:22  |
| 07    | Marion Breitkreuz   |                | 5:20:48  |
| 08    | Lieselotte Steglich |                | 5:40:10  |